# Antônio Correia do Couto

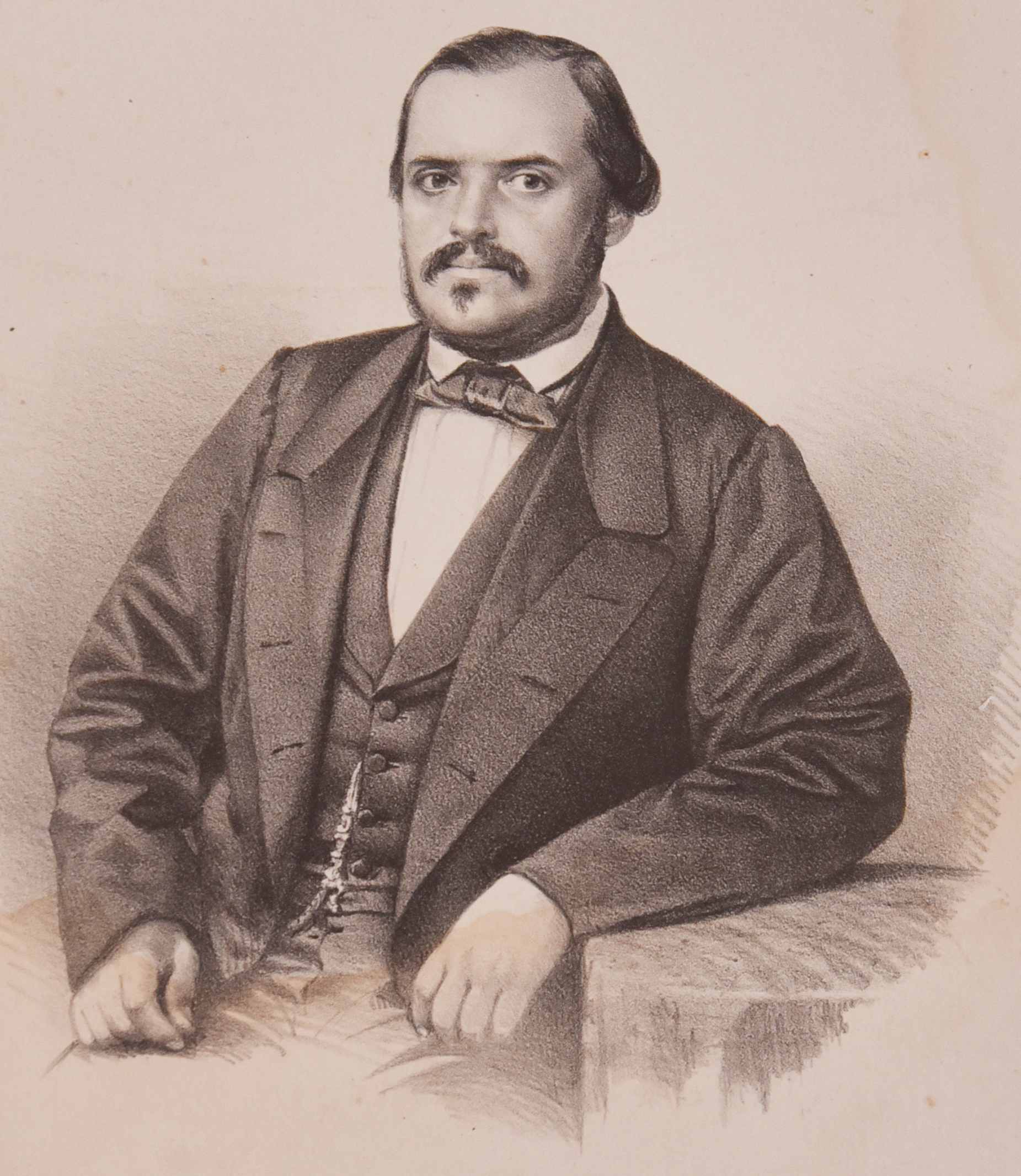
Litografia de Sébastien Auguste Sisson, 1861.

Antônio Correia do Couto (Cuiabá, 2 de novembro de 1827 – Cáceres, 5 de julho de 1879) foi um político brasileiro. Representou a província do Mato Grosso na câmara temporária, na legislatura de 1861 a 1863. Foi nomeado presidente da província do Piauí em 10 de novembro de 1858 e tomou posse em de 24 de janeiro do ano seguinte.
Era natural de Cuiabá, capital da província do Mato Grosso, e foi bacharel em ciências jurídicas pela Faculdade de São Paulo.

Escreveu "Dissertação sobre o atual governo da república do Paraguai", em 1865.